# Gáldi László
Gáldi László, születési nevén Göbl László (Miskolc, 1910. május 20. – Budapest, 1974. február 4.) magyar nyelvész, irodalomtörténész, romanista, műfordító, szótárszerkesztő.

## Életpályája
Göbl Alajos tanár, gimnáziumi igazgató és Laukó Lenke fia. Középiskolai tanulmányait Désen kezdte. Időközben apját Aradra helyezték, így az ottani Római Katolikus Főgimnáziumban végzett s az érettségi vizsgát a Moise Nicoară Líceumban tette le. Magyar–román–francia szakcsoportból Carlo Tagliavini és Aurélien Sauvageot irányításával a budapesti egyetemen szerzett szakképesítést, majd 1932 és 1935 között állami ösztöndíjasként Párizsban Paul Hazard-nál és Mario Roques-nál folytatta tanulmányait, miközben az École des Langues Orientales Vivantes főiskola nyelvi lektora. 1938-ban a budapesti egyetem magántanára lett. Olasz állami ösztöndíjjal Rómában (1938), Hariszeion-ösztöndíjjal Görögországban folytatott nyelvészeti és irodalomtörténeti kutatásokat (1939–1940). 1942-ben a Magyar Tudományos Akadémia levelező tagjává választották, és kinevezték egyetemi tanárnak Kolozsvárra, ahol 1944-ig tanította a romanisztikát. Figyelme ugyanakkor szélesebb körű volt, tagja volt a lengyel–magyar kapcsolatok ápolását célul tűző Magyar Mickiewicz Társaságnak is. Óbudán temették el 1974. február 13-án. Felesége Hingler Irén (1912–1997) volt.
A második világháborút követően, a kommunista diktatúra idején az MTA Nyelvtudományi Intézetének osztályvezetője mint a Petőfi-szótár (Petőfi Sándor életművének szókészlete I. A–F. Bp. 1973) irányítója és A magyar irodalmi nyelv nagyszótára munkatársa. Értékes lexikográfiai és szótárkutatói tevékenysége mellett fontos szerepet vállalt a magyar és nemzetközi összehasonlító irodalomtörténeti és romanisztikai kutatásokban; európai szinten a modern összehasonlító verstan egyik megalapozója.Ennek kiemelkedő példái a Hadrovics Lászlóval együtt írt Orosz–magyar és Magyar–orosz szótár, amit 1951-től számos változatban, milliós példányszámban adtak ki vagy az 1960-as években szerkesztett és egészen a kétezres évekig egyedüliként használatban lévő Spanyol-magyar szótár. 1952-ben megindította az akadémiai nagyszótár gyűjtésének kiegészítését, tervet készített a kiadásra és Wacha Imrével 1957-ben közzétette a próbacikkeket. Ezek kiadásra ugyan nem kerültek, de azok anyagát felhasználták A magyar nyelv értelmező szótára és A magyar nyelv történeti-etimológiai szótára készítésénél. Mindemellett megalapozója. Munkásságának jelentős mérföldköve volt az 1967-ben megjelent Précis de stylistique française című könyve a francia nyelv stilisztikájáról.

Tudományos pályafutásának kezdetén a románság eredetét vizsgálta, később érdeklődése a román és francia nyelvtörténet, a középkori latinság, a magyar–román művelődési kapcsolatok, majd a magyar szótárirodalom története felé fordult. Alapvetően új eredményeket ért el a francia-kreol nyelvjárások vizsgálata terén. Verstani módszertanának újításai közé tartozott a pontos szótagmérések végzése, s metrikai vizsgálataiban az összehasonlító szempontok figyelembe vétele. Kiadta Samuel Micu-Klein kéziratban maradt román–latin szótárát, amelynek kísérőtanulmányában Klein tevékenységét szoros kapcsolatba hozta a 18. századi magyar szótárírással, továbbá kiderítette, hogy Klein munkatársa volt – többek között – Virág Benedek is.

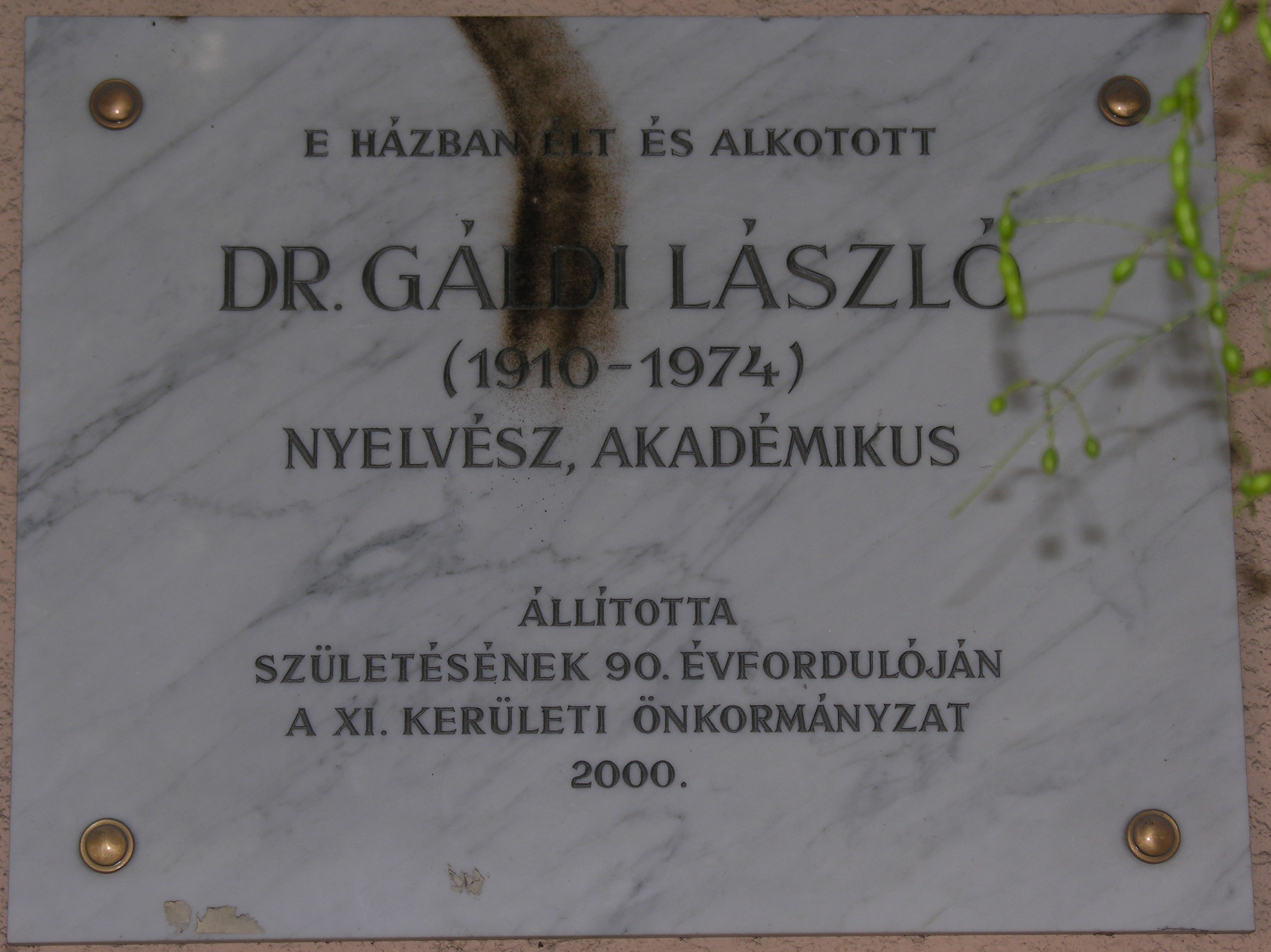
Emléktáblája Budapest XI. kerületében

„Káprázatos nyelvtudással és példátlan filológusi erudícióval” (Barta János) párosult terjedelmes életművéből a romániai magyar irodalom és nyelvtudomány számára különösképpen műfordítói tevékenysége, a felvilágosodás kori román–magyar művelődési kapcsolatokra vonatkozó kutatása és úttörő verstani, ill. stilisztikai munkássága jelenti a legnagyobb nyereséget.
Román költőkből (Alecsandri, Coșbuc, Eminescu, Al. T. Stamatiad, Vlahuță) készített ifjúkori műfordításait eredeti családi nevén 1928-ban Aradon kötetbe gyűjtve is kiadta (Műfordítások), itt jelent meg 1934-ben verseskötete is (A szomjúság balladája), ő tolmácsolta magyarul Liviu Rebreanu Răscoala című regényét (Lázadás, Budapest 1945, Bukarest 1955, 1964), valamint Ionel Teodoreanu La Medeleni című regénytrilógiáját (Ködös határ, Budapest 1966; Utak, Budapest 1968; Szélvészben, Budapest 1970). Egyéb műfordításai a két világháború között jobbára az aradi Vasárnap hasábjain, a második világháború után pedig a Magyarországon összeállított román költői antológiákban kaptak helyet.
Tanulmányai, önálló kötetei sorából kiemelkednek a román–magyar művelődési kapcsolatokat elmélyítő munkái. Ő gondozta és vezette be Samuil Micu-Klein 1801-es Dictionarium Valachico–Latinum című kéziratának kiadását (Budapest 1944) s látta el előszóval a Domokos Sámuel-féle könyvészet Bukarestben kiadott kötetét (A román irodalom magyar bibliográfiája I. 1966). Több mint három évtizedig foglalkozott a román verstan és stilisztika kérdéseivel. Részlettanulmányainak eredményeit Bukarestben román nyelven megjelent monográfiáiban összegezte, ezek: Stilul poetic al lui Eminescu [Eminescu költői stílusa] (1964); Introducere în istoria versului românesc [Bevezetés a román vers történetébe] (1971); Introducere în stilistica literară a limbii române [Bevezetés a román nyelv irodalmi stilisztikájába] (Florica Dumitrescu utószavával, 1976). Francia nyelven jelent meg hasonló tárgykörű kötete: Contributions à l'histoire de la versification roumaine. La prosodie de Lucian Blaga (Budapest 1972). Módszerének újszerűsége, hogy nyelvészeti iskolázottságához híven pontos szótagméréseket végzett s metrikai vizsgálataiban összehasonlító verselméleti szempontokat juttatott érvényre.

## Munkái
- Göbl László: Műfordítások; Folio, Arad, 1928
- Ladislao Galdi: Teoria e realtà nella storia della romanità orientale; Tip. Romaneşti, Arad, 1934 (Studi sull 'Europa centro-orientale)
- A szomjúság balladája. Gáldi László versei; s.n., Arad, 1934
- A román irodalomtörténet tájrajzi problémái; Radó Ny., Bp., 1935 (Apollo-könyvtár)
- Gáldi Ladislas: Le romanisme Transdanubien; Accad. d'Ungheria, Roma, 1937 (Biblioteca dell'accademia d'Ungheria di Roma)
- Ladislas Gáldi: Contributions a` l'étude des lexiques latins-hongrois du moyen âge; Eötvös Collegium volt Tagjainak Szövetsége, Bp., 1938 (Eötvös-füzetek)
- Gáldi Ladislao: Problemi di geografia linguistica nel rumeno del settecento; Accad. d'Ungheria, Roma, 1938 (Biblioteca dell'accademia d'Ungheria di Roma)
- Ladislas Gáldi: Les mots d'origine néo-grecque en roumain á l'époque des Phanariotes; Magyar Királyi Pázmány Tudományegyetemi Görög Philológiai Intézet, Bp., 1939 (Magyar-görög tanulmányok – Ungroellenikai meletai)
- Ladislao Gáldi: Le orogini italo-greche della versificazione rumena; Accad. d'Ungheria, Roma, 1939 (Biblioteca dell'Accademia d'Ungheria di Roma)
- Gyakorlati román nyelvkönyv, 1-5.; Athenaeum, Bp., 1940-1941
- XVIII. századi humanizmusunk és a románság; Athenaeum Ny., Bp., 1940 (Budapesti tudományegyetemi romanisztikai dolgozatok)
- Ladislao Gáldi: L'influsso dell'umanesimo ungherese sul pensiero rumeno; Athenaeum, Bp., 1940
- Erdély hivatása Délkeleteurópa művelődésében; Danubia, Bp., 1941 (Minerva)
- A románok története, különös tekintettel az erdélyi románokra; szerk. Gáldi László, Makkai László; Magyar Történelmi Társulat, Bp., 1938 (A Magyar Történelmi Társulat könyvei)
- Ladislao Gáldi: La Transilvania come mediatrice degli influssi europei; Tip. Proja, Roma, 1941
- Anton Fekete-Nagy–Ladislaus Gáldi–Ladislaus Makkai: Zur Geschichte der ungarländischen Rumänen bis zum Jahre 1400; előszó Emerich Lukinich; Sárkány Ny., Bp., 1941 (Études sur l'Europe Centre-Orientale; Ostmitteleuropäische Bibliothek)
- Ladislaus Gáldi: Simeon Magyar, ein rumänischer Pionier der Josephinischen Schulreform; Sárkány Ny., Bp., 1941 (Études sur l'Europe Centre-Orientale)
- Gáldi László–Hadrovics László–Kardos Tibor: Magyar-olasz hatás a Balkánon; előszó Lukinich Imre; Magyar Külügyi Társaság Balkán-Bizottság, Bp., 1942 (Balkán-füzetek)
- Ladislaus Gáldi: Beiträge zur Geschichte der Siebenbürger Trias; Sárkány Ny., Bp., 1942 (Ostmitteleuropäische Bibliothek)
- Ladislaus Gáldi: Zur Frage des rumänischen Kerngebietes in Siebenbürgen; Sárkány Ny., Bp., 1942 (Ostmitteleuropäische Bibliothek)
- Ladislaus Gáldi–Ladislaus Makkai: Geschichte der Rumänen; Sárkány Ny., Bp., 1942 (Ostmitteleuropäische Bibliothek)
- Magyar-román szellemi kapcsolatok; Magyar Szemle Társaság, Bp., 1942 (Kincsestár)
- Ladislas Gáldi: L'influence de la civilisation hongroise sur l'activité scientifique des Roumains de Transylvanie; Institut Paul Teleki, Bp., 1943 (Études d'histoire comparée)
- Siebenbürgen im Aufbau der ungarischen Kultur; Danubia, Budapest–Leipzig, 1943 (Probleme des Donauraumes)
- Az erdélyi román nyelvújítás; MTA, Bp., 1943 (Értekezések a nyelv- és széptudományi osztály köréből)
- Samuel Klein: Dictionarium valachico-latinum; tan. Gáldi László; Erdélyi Tudományos Intézet, Bp., 1944
- Ladislaus Gáldi: La culture hongroise en Transylvanie; Athenaeum Ny., Bp., 1944
- A Dunatáj nyelvi alkata; Gergely R., Bp., 1947 (Documenta Danubiana)
- Grammaire de la langue française. 1949/50. 2. félév; Egyetemi, Bp., 1950
- A magyar szótárirodalom a felvilágosodás korában és a reformkorban; Bp., 1957
- Szenczi Molnár Albert zsoltárverse; Akadémiai, Bp., 1958 (Irodalomtörténeti füzetek)
- Ismerjük meg a versformákat!; Gondolat, Bp., 1961
- Kassai József magyar-diák szó-könyvének 1815 körül szerkesztett befejező része a Toldalékokkal; bev., kiadja Gáldi László, Akadémiai, Bp., 1962
- Stilul poetic al lui Mihai Eminescu; Academiei, Bucureşti, 1964
- Esquisse d'une histoire de la versification roumaine; Tankönyvkiadó, Bp., 1964 (Studia Romanica Universitatis Debreceniensis de Ludovico Kossuth nominatae Ser. linguistica)
- Précis de stylistique française; Tankönyvkiadó, Bp., 1967
- Elementi di stilistica italiana; Tankönyvkiadó, Bp., 1968
- Ladislao Gáldi: Introduzione alla stilistica italiana; Patron, Bologna, 1971 (Linguistica)
- Ladislas Gáldi: Contributions a l'histoire de la versification roumaine. La prosodie de Lucian Blaga; Akadémiai, Bp., 1972
- Ladislau Gáldi: Introducere în stilistica literară a limbii române; Minerva, Bucureşti, 1976 (Universitas)

## További irodalom
- Beke György: Gáldi László. Interjú a Tolmács nélkül c. kötetben. 1972. 214–20.
- Barta János: Gáldi László. Irodalomtörténeti Közlemények, Budapest. 1974/2.
- Szabó Zoltán: Gáldi László életműve. Utunk 1974/11.